# Quercus alpescens
Quercus alpescens är en bokväxtart som beskrevs av William Trelease. Quercus alpescens ingår i släktet ekar, och familjen bokväxter. Inga underarter finns listade.